# Octavarium
Octavarium är det amerikanska progressiv metal/progressiv rock-bandet Dream Theaters åttonde studioalbum, släppt 7 juni 2005 av skivbolaget Atlantic Records.
Det är det allra sista album som någonsin kom att spelas in på The Hit Factory i New York. Efter att albumet spelats in, stängdes studions dörrar för evigt.

## Låtlista
1. "The Root of All Evil" – 8:39
  - "VI. Ready" – 3:58
  - "VII. Remove" – 4:28
2. "The Answer Lies Within" – 5:19
3. "These Walls" - 7:36
4. "I Walk Beside You" – 4:30
5. "Panic Attack" – 8:13
6. "Never Enough" – 6:46
7. "Sacrificed Sons" – 10:43
8. "Octavarium" – 24:00
  - "I. Someone Like Him" – 8:47
  - "II. Medicate (Awakening)" – 5:01
  - "III. Full Circle" – 4:37
  - "IV. Intervals" – 1:23
  - "V. Razor's Edge" – 4:08

Text: Mike Portnoy (spår 1, 8 III, 8 IV), 	John Petrucci (spår 2–6, 8 I, 8 V), 	James LaBrie (spår 7, 8 II)
Musik: Dream Theater

## Medverkande
Dream Theater
- James LaBrie – sång
- John Myung – basgitarr
- John Petrucci – gitarr
- Mike Portnoy – trummor
- Jordan Rudess – keyboard

Bidragande musiker
- Elena Barere – konsertmästare (spår 2, 7, 8)
- Katharine Fong, Ann Lehmann, Katherine Livolsi-Stern, Laura McGinniss, Catherine Ro, Ricky Sortomme, Yuri Vodovoz – violin (spår 7, 8)
- Carol Webb – violin (spår 2)
- Vincent Lionti – viola (spår 2, 7, 8)
- Karen Dreyfus – viola (spår 7, 8)
- Richard Locker – cello (spår 2, 7, 8)
- Jeanne LeBlanc – cello (spår 7, 8)
- Pamela Sklar – flöjt (spår 7, 8)
- Joe Anderer, Stewart Rose – valthorn (spår 7, 8)
- Jamshied Sharifi – arrangemang (stråkinstrument), dirigent
- Jill Dell'Abate – dirigent

Produktion
- John Petrucci, Mike Portnoy – producent
- Doug Oberkircher – ljudtekniker
- Ryan Simms, Kaori Kinoshita, Colleen Culhane – assisterande ljudtekniker
- Michael H. Brauer – ljudmix
- Pyr Osh – mastering
- Keith Gary – Pro Tools-assistent
- Bert Baldwin, Will Hensley – studioassistent
- Hugh Syme, Rob Gold – omslagsdesign, omslagskonst